# Hochschule für Schauspielkunst Ernst Busch

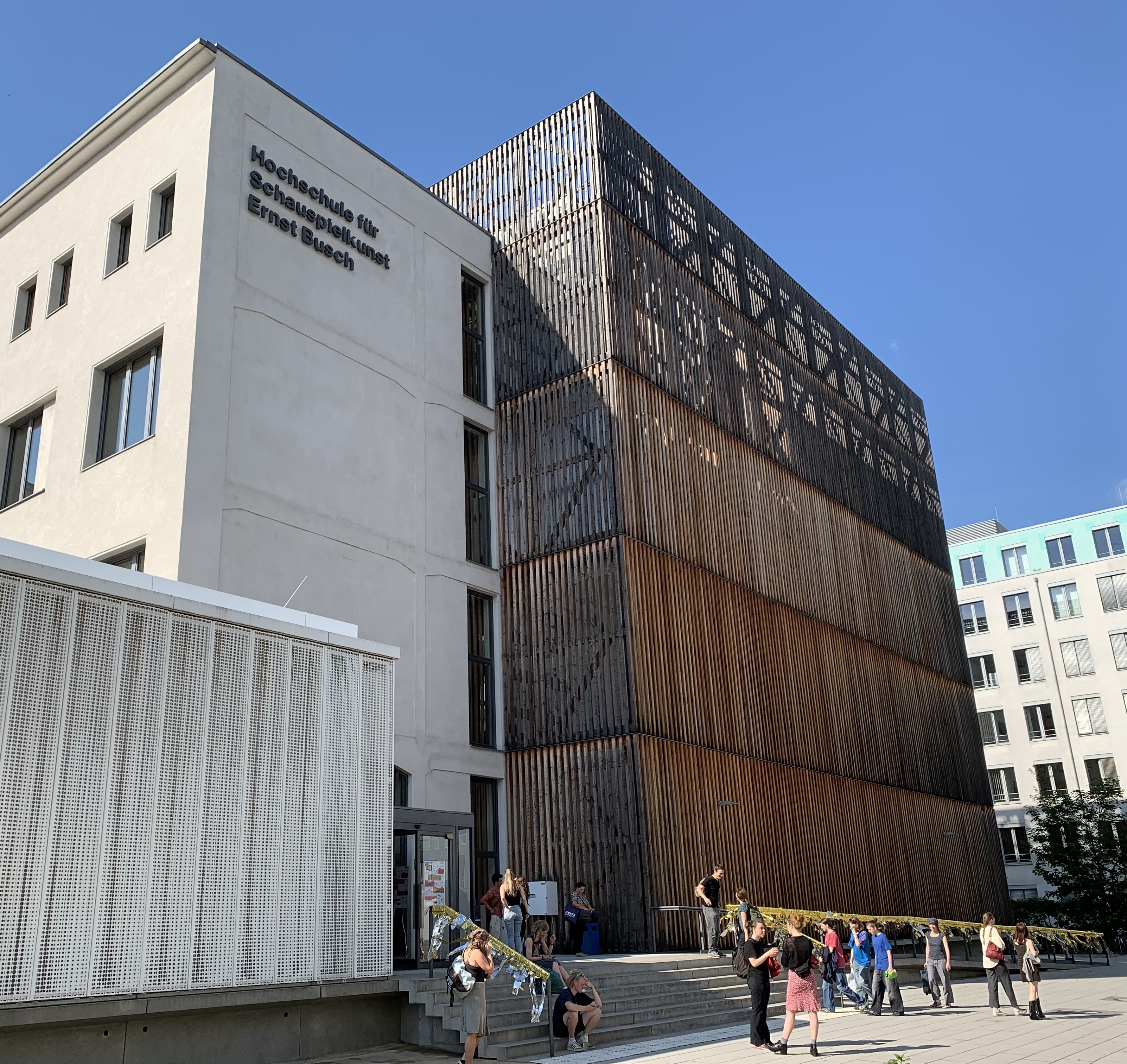
Standort der Hochschule für Schauspielkunst Ernst Busch in Berlin-Mitte, 2024

Die Hochschule für Schauspielkunst Ernst Busch (kurz HfS Ernst Busch) entstand in ihrer heutigen Form 1951 als Staatliche Schauspielschule Berlin im Range einer Fachschule. Sie ging aus der ursprünglich als Schauspielschule des Deutschen Theaters gegründeten privaten Schauspielschule hervor, deren Geschichte bis ins Jahr 1905 zurückreicht. 1981 erhielt die HfS den Status einer Hochschule und wurde nach dem Sänger und Schauspieler Ernst Busch benannt.
Die Hochschule bezog 2018 ein neues Hochschulgebäude in Berlin-Mitte, Zinnowitzer Straße 11. Das bat-studiotheater im Prenzlauer Berg wird von der Hochschule als Proben- und Aufführungsort genutzt.
Zahlreiche Absolventen der HfS Ernst Busch gehören zu den erfolgreichen Persönlichkeiten in der europäischen Filmlandschaft.

## Geschichte

### Schauspielschule des deutschen Theaters 1905
Die Geschichte der Hochschule geht zurück auf die von Max Reinhardt am 2. Oktober 1905 eröffnete Schauspielschule des Deutschen Theaters zu Berlin. Sie gehörte zu dem seit 1905 von Max Reinhardt betriebenen Deutschen Theater als Teil von Max Reinhardts privatwirtschaftlichem Theaterkonzern, der vor 1933 aus 11 Berliner Bühnen bestand. Erster Leiter der Schule war Berthold Held. Die Unterrichtsräume waren anfangs im Erdgeschoss des Wesendonkschen Palais (Nähe des Reichstags) untergebracht, in dem Reinhardt selbst wohnte. Nach wenigen Jahren zog sie in den zweiten Stock der Kammerspiele des Deutschen Theaters, wo sie bis zum Ende der Ära Reinhardt blieb. In dieser Zeit verfügte die Schule bereits über eine eigene Probebühne mit Proszenium. Ab 1931 übernahm Woldemar Runge die Leitung der Schauspielschule und gliederte ihr einen Regiekurs an. Das Lehrerkollegium bestand u. a. aus namhaften Schauspielerinnen und Schauspielern des Deutschen Theaters wie Gertrud Eysoldt, Eduard von Winterstein, Albert Steinrück und Berthold Held.

### DieSchauspielschule im Deutschen Theater1933 bis 1951
Nachdem Max Reinhardt 1932 seinen Theaterkonzern aufgegeben, die Nationalsozialisten ihn nach 1933 zerschlagen hatten, und Reinhardt ins Exil gezwungen worden war, wurde Heinz Hilpert 1934 Intendant des Deutschen Theaters und führte das Haus durch die Zeit des Nationalsozialismus bis zur Schließung 1944. Unter Hilperts künstlerischem Patronat bestand die Schule als Schauspielschule im Deutschen Theater weiter. Nach Woldmar Runges Tod übernahm Hugo Werner-Kahle die Leitung und die Schule zog ins Theater Die Tribüne nach Berlin-Charlottenburg. Von 1938 bis 1945 fand kein regelmäßiger Spielbetrieb statt. Ab 1938 bewilligte das Propagandaministerium der Schule einen Reichszuschuss. Dafür übernahm die Reichstheaterkammer das Aufsichtsrecht über die Schule. 1944 wurden in Berlin alle Theater und Schulen aufgrund des Zweiten Weltkriegs geschlossen.
Hugo Werner-Kahle versuchte 1946 einen Neustart der Schule im zerbombten Schiller Theater, fand aber beim ersten Nachkriegsintendanten des Deutschen Theaters Gustav von Wangenheim keine Bereitschaft zur Zusammenarbeit. Dennoch wurde am 1. Juli 1946 der vom Magistrat der Stadt Berlin subventionierter Lehrbetrieb wieder aufgenommen und Rudolf Hammacher wurde Schulleiter. Nach der Währungsreform 1948 gab die Schule die genutzten Räume des zerstörten Schiller Theaters im Westen der Stadt auf und der auf Wangenheim folgende Intendant des Deutschen Theaters Wolfgang Langhoff ermöglichte, dass der Unterricht erst teilweise dann bis 1951 komplett wieder im Deutschen Theater stattfinden konnte. Die eigentlich prägende Lehrautorität der Nachkriegszeit war die Schauspielerin Gerda Müller. Finanziert wurde die Schule bis zur Umstellung in eine staatliche Fachschule aus Mitteln des Ministeriums für Volksbildung. Die Schulzeit wurde von zwei auf drei Jahre erhöht, wobei das dritte Jahr in der Hauptsache praktisch in Inszenierungen des Deutschen Theaters absolviert werden sollte.

### Staatliche Schauspielschule Berlin 1951 bis 1981
Das DDR-Kulturministerium schloss im September 1951 formal alle bis dahin privaten Schauspielschulen in der DDR. Neben dem Deutschen Theaterinstitut in Weimar und der Staatlichen Fachschule für Schauspielkunst in Leipzig entstand die Staatliche Schauspielschule Berlin aus der Schauspielschule im Deutschen Theater und dem Schauspielstudio der DEFA. Die Staatliche Schauspielschule Berlin wurde in einem ehemaligen Bootshaus in Schöneweide untergebracht. Im November 1951 begann dort der Unterricht. Konzeptionell wurde sie an einem Lehrplan ausgerichtet, der mit der 2. Parteikonferenz der SED an der Erziehung zur sozialistischen Persönlichkeit orientiert war. Nach verschiedenen Leitungswechseln, Klagen von Seiten der Theater über die Isolierung der Schauspielschule von der praktischen Theaterarbeit und Eingriffen durch das Ministerium für Kultur, wurde 1958 die künstlerische Leitung der Schule wieder in die Hände eines Theaterschaffenden gelegt: Wolfgang Heinz. Ihm gelang es einerseits, den Einfluss des Ministeriums auf die Schule zurückzudrängen. Er übernahm ab 1960 auch die administrative Leitung von Helmut Zocher. Auf der anderen Seite schaffte er eine von ideologischen Prämissen freiere Aneignung der Prinzipien Stanislawskis.
Rudolf Penka übernahm 1962 die Leitung der Schule. In dieser Zeit entstand das heute noch bestehende Grundlagenseminar, das ein im Wesentlichen von den Dozenten Hildegard Buchwald-Wegeleben, Rudolf Penka, Veronika Drogi und Gertrud Elisabeth Zillmer erarbeitetes Programm umfasst. Ab 1969 wurde ein viertes Studienjahr eingeführt, um den Studierenden eine Ensemble-Praxis zu ermöglichen.
Bereits ab Ende der 1960er Jahre gab es Versuche, unter der Leitung von Heinz Hellmich eine Ausbildung von Puppenspielern an der Schule zu etablieren. 1971 wurde offiziell die Fachrichtung Puppenspiel unterrichtet, ab 1972 unter der Leitung von Hartmut Lorenz. Bald gelang es, ein weiteres Domizil als „Puppenheim“ in Schöneweide herzurichten. Am 9. April 1975 wurde der Schauspieler Hans-Peter Minetti von Seiten des Ministeriums für Kultur in das Amt des Direktors berufen. Die Studien-Inszenierungen blieben ein sichtbarer Nachweis für die praxisorientierte Ausbildung und die künstlerische Effektivität eines kollektiven Selbstverständnisses in der Theaterarbeit.
1979 wurde mit Umbau und Erweiterung des ursprünglichen Schulbaus begonnen und 1981 abgeschlossen. Am 13. März 1979 eröffnete die Schauspielschule eine Ausweicharbeitsstätte in Berlin-Marzahn, in die kurzfristig Bühnen und eine große Probebühne eingebaut wurden. In den 1980er Jahren wurde die „Staatliche Schauspielschule Rostock“ an die Hochschule für Schauspielkunst „Ernst Busch“ Berlin angegliedert.

### Hochschule für Schauspielkunst „Ernst Busch“ 1981 bis 1989
1981 erfolgte in einem Festakt im gerade fertig gestellten neuen Hochschulbau die Ernennung von Hans-Peter Minetti zum ersten Rektor. Die zur Hochschule umgewandelte Schauspielschule hatte den Namenszusatz „Ernst Busch“ und die Hochschule für Musik und Theater Rostock, bis dahin „Staatliche Schauspielschule Rostock“ wurde angegliedert. Gleichzeitig wurde in der gesamten DDR die Schauspielausbildung zum Hochschulstudium und die Studiendauer von drei auf vier Jahre erhöht. Dies galt ebenso für die Ausbildung der Puppenspieler. Im gleichen Jahr wurde der neuen „Hochschule für Schauspielkunst Ernst Busch“ das 1974 gegründete, von Manfred Wekwerth und zuletzt von Dieter Hoffmeier geleitete Institut für Schauspielregie zugeordnet. Die Einrichtung verfügte so über eine großzügig ausgestattete Studiobühne, die den Namen „Wolfgang Heinz“ erhielt, sowie wieder den Spielort bat in der Belforter Straße für die Studioinszenierungen.
1987 löste Kurt Veth, der Schule des Berliner Ensembles entstammend, später Regisseur in Halle, am Maxim Gorki Theater und beim Deutschen Fernsehfunk, seit mehreren Jahren in der Abteilung Schauspiel unterrichtend, Hans-Peter Minetti als Leiter der Hochschule ab. 1988 wurde der Diplom-Studiengang Choreographie als neuer Studiengang etabliert.

### Entwicklungen seit 1990
Für die Regieausbildung und als Spielstätte nutzt die Hochschule das Berliner Arbeiter-Theater. Jährlich werden etwa 15 Produktionen aufgeführt. Ungefähr 90 Studenten werden an der Schauspielschule Ernst Busch in Schauspiel, Puppenspiel, Regie, Dramaturgie und Tanz (Bühnentanz und Choreografie) unterrichtet. In der DDR galt die Schule als Kaderschmiede. Nach der Wende entfiel die ideologische Orientierung. Die Schule wurde durch den Langzeit-Dokumentarfilm Die Spielwütigen von Andres Veiel (1997–2004) bekannt. 2004 wurde der Hochschule der Kunstpreis Berlin verliehen. Für politischen Wirbel sorgte im Juni 2005 die Berufung des Soziologen Wolfgang Engler zum Rektor der Hochschule.
Die HfS ist Mitgliedsinstitut der Ständigen Konferenz Schauspielausbildung (SKS). 2010 wurde die Einrichtung mit dem „Filmkulturpreis Mannheim-Heidelberg“ ausgezeichnet, den das Internationale Filmfestival Mannheim-Heidelberg an Unternehmen, Institutionen und Einzelpersonen vergibt, die sich über Jahre hinweg kontinuierlich um die Filmkultur in Deutschland verdient gemacht haben.
Der Umzug in einen neuerrichteten Campus in Berlin-Mitte erfolgte 2018.

## Organisation

### Rektoren
- 1981–1987: Hans-Peter Minetti
- 1987–1993: Kurt Veth
- 1993–2005: Klaus Völker
- 2005–2017: Wolfgang Engler
- 2017–2021: Holger Zebu Kluth
- seit 2021: Anna Luise Kiss

### Campus

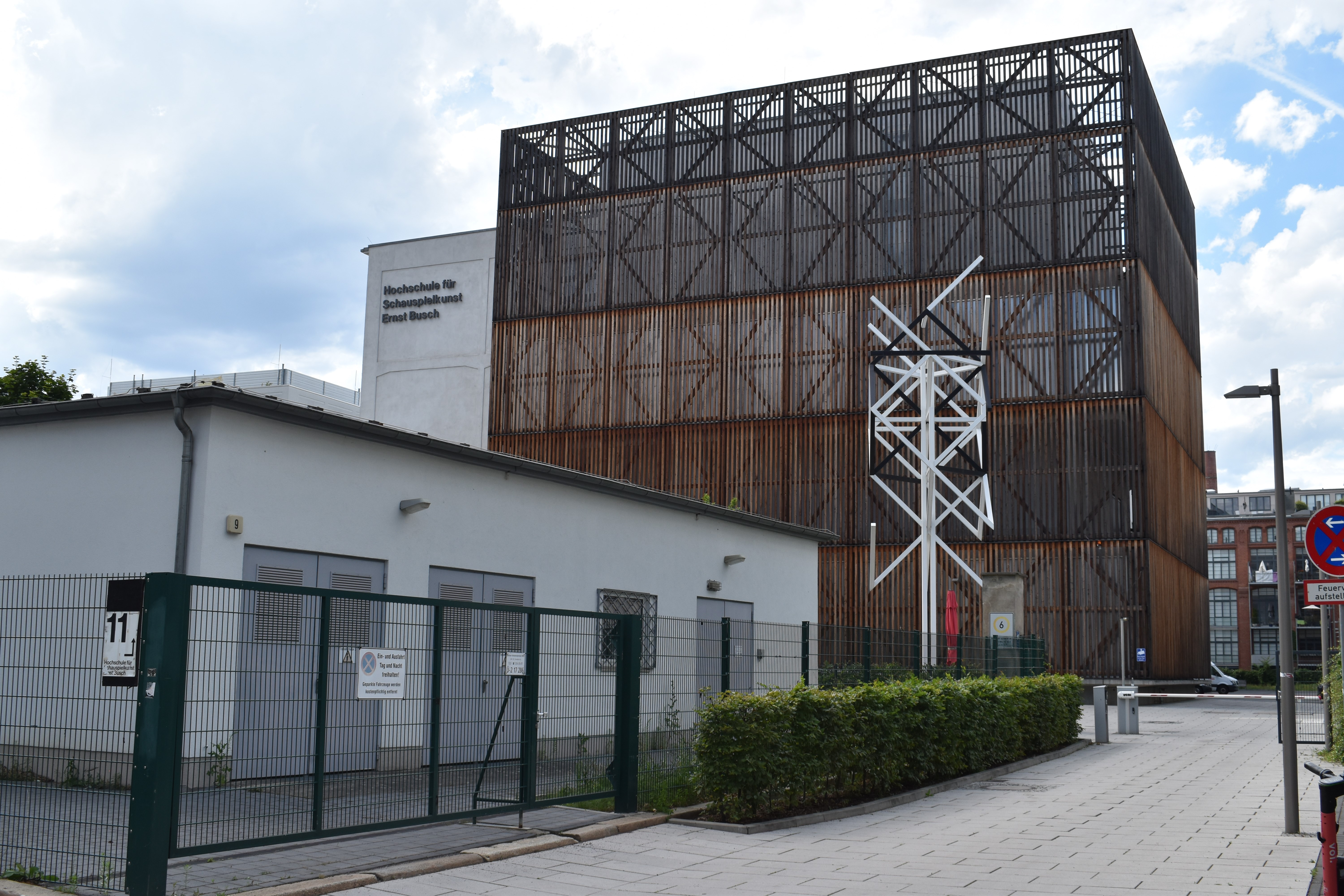
Campus im Bezirk Mitte

Die Hochschule für Schauspielkunst war bis 2018 stadtweit an vier Standorten verteilt, alle Gebäude waren stark sanierungsbedürftig. Die Studierenden verschiedener Fachrichtungen begegneten sich fachlich nicht, weil ein Campus fehlte. Seit 2005 gab es mehrere Versuche, einen zentralen Standort der Hochschule zu finden. Schließlich kamen die ehemaligen zentralen Werkstätten der Berliner Opern als neuer Zentralstandort der Hochschule ins Blickfeld. „Im Jahr 2009 wurde entschieden, die ehemaligen Opernwerkstätten in der Zinnowitzer Straße zum Zentralstandort der Hochschule für Schauspielkunst umzubauen. Der Hauptausschuss des Berliner Abgeordnetenhauses legte fest, dass der Umbau der Opernwerkstätten maximal 33 Millionen Euro kosten dürfe.“ Das Grundstück gehörte dem Land Berlin. Als Sieger des internationalen Architekturwettbewerbs bekam das Architekturbüro „Ortner & Ortner Baukunst“ 2011 den Zuschlag für den Bau. Die Zusage des Bundes für 850.000 Euro im November 2012 ergab eine Chance für den Baustart.
Das Richtfest für den Neubau wurde am 23. Mai 2016 gefeiert. Sanierung und Neubau kosteten 44 Millionen Euro. Der Umzug erfolgte in den Sommermonaten 2018 und der Betrieb am neuen Standort begann zum Wintersemester 2018/2019. Die Größe entspricht der Summe der vier bisherigen Liegenschaften, doch alle Disziplinen sind vereint.

### Studiobühnen
Es gibt zwei Studiobühnen mit einer Grundfläche von jeweils 300 m². Theatervorstellungen finden hier statt. Der Requisiten- und Kostümfundusbereich im Erdgeschoss ist offen gestaltet. Die Bibliothek mit dem elf Meter hohen Lesesaal nimmt Bestände auf, die zuvor bei den Abteilungen über das Stadtgebiet verteilt waren. Modern ausgestattete Probebühnen sichern die Zukunftsfähigkeit des Studienangebots.

## Studiengänge
- Schauspiel
- Regie
- Dramaturgie
- Puppenspielkunst
- Spiel & Objekt
- Choreographie
- Bühnentanz

## Persönlichkeiten

### Lehrer (unvollständig)
- Angelica Domröse (* 1941), Schauspielerin
- Wolfgang Engel (1943–2025), Theaterregisseur, Schauspieler und Intendant
- Lars Frank (* 1960), Puppenspieler und Regisseur
- Jutta Hoffmann (* 1941), Schauspielerin
- Ursula Karusseit (1939–2019), Schauspielerin und Theaterregisseurin
- Konstanza Kavrakowa-Lorenz (1941–2005), Bühnenbildnerin, Puppengestalterin und Hochschullehrerin
- Karl Mickel (1935–2000), Schriftsteller
- Hans-Georg Simmgen (1933–2024), Schauspieler und Regisseur
- Thomas Langhoff (1938–2012), Theaterregisseur, Filmschauspieler und -regisseur
- Kurt Veth (1930–2012), Regisseur und Drehbuchautor

### Absolventen (Auswahl)

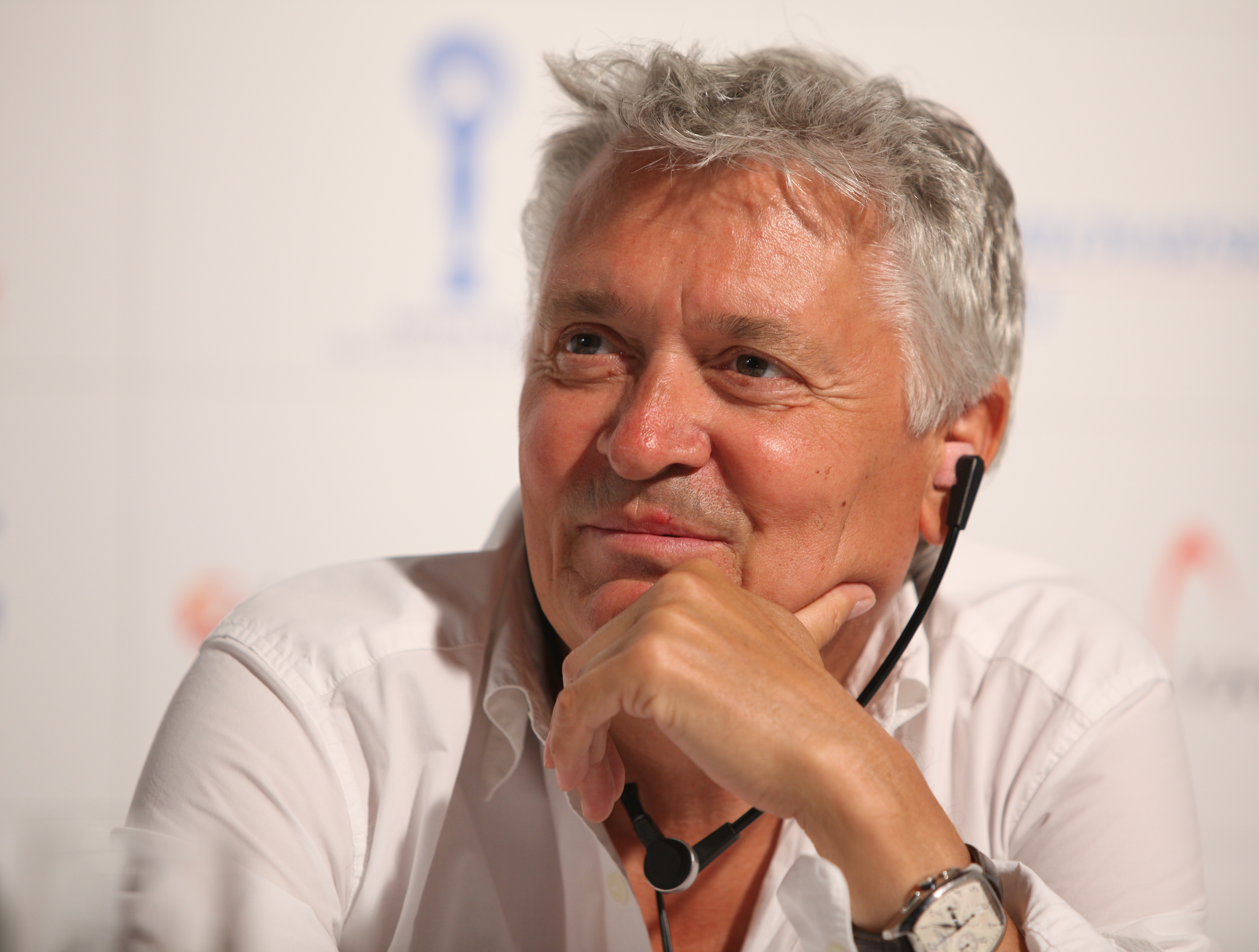
Henry Hübchen
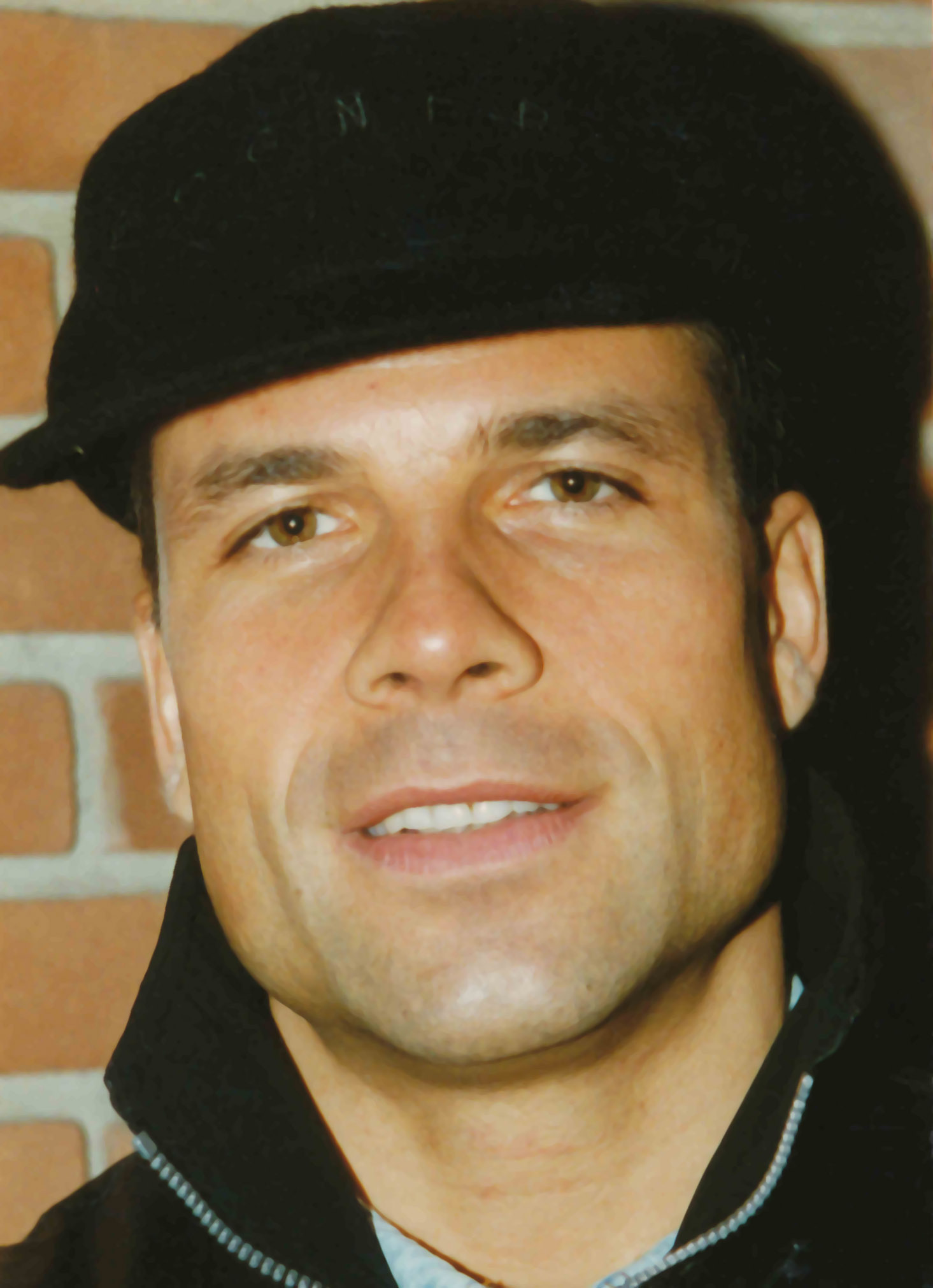
Karsten Speck
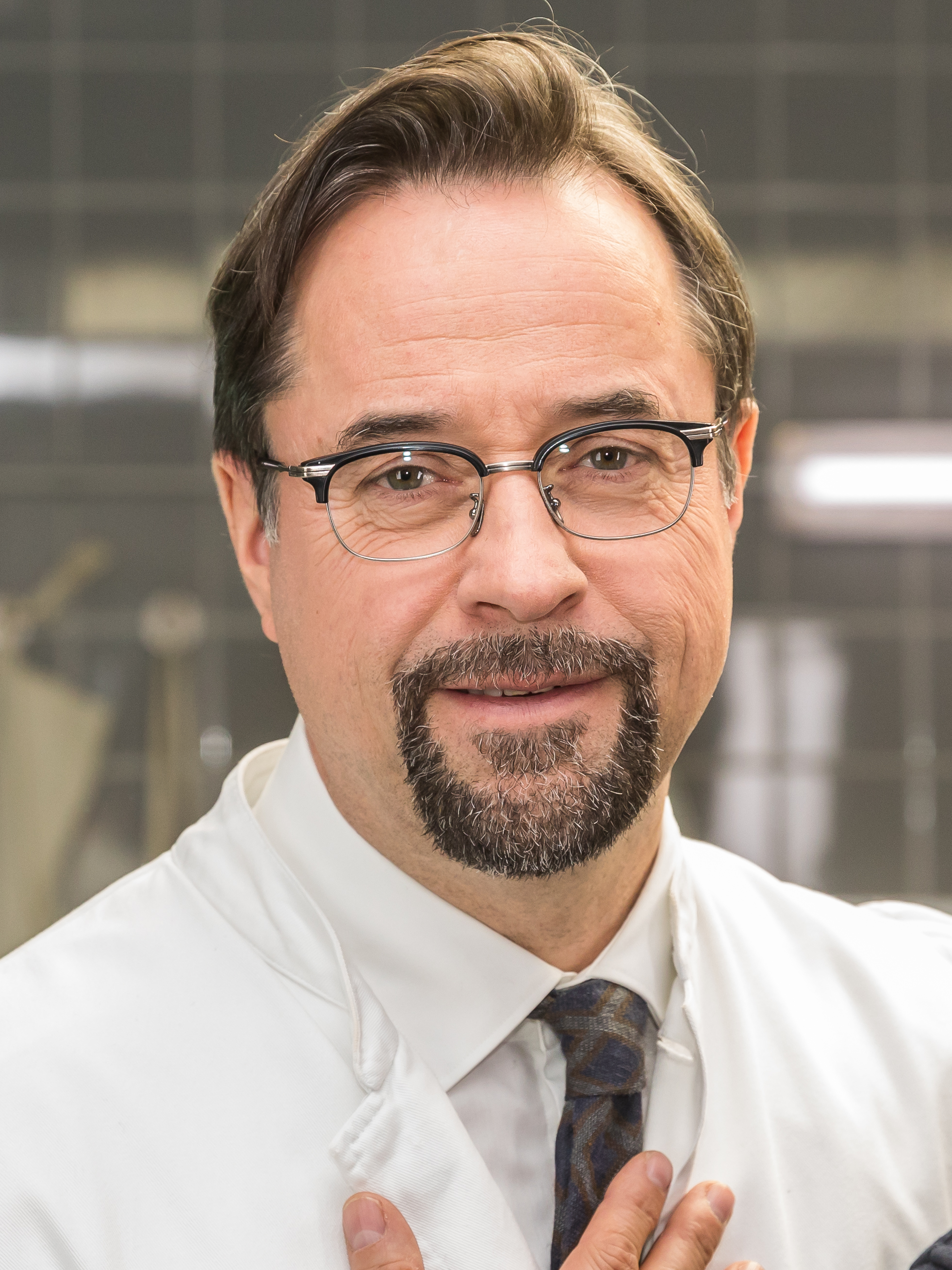
Jan Josef Liefers
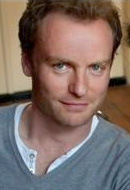
Mark Waschke
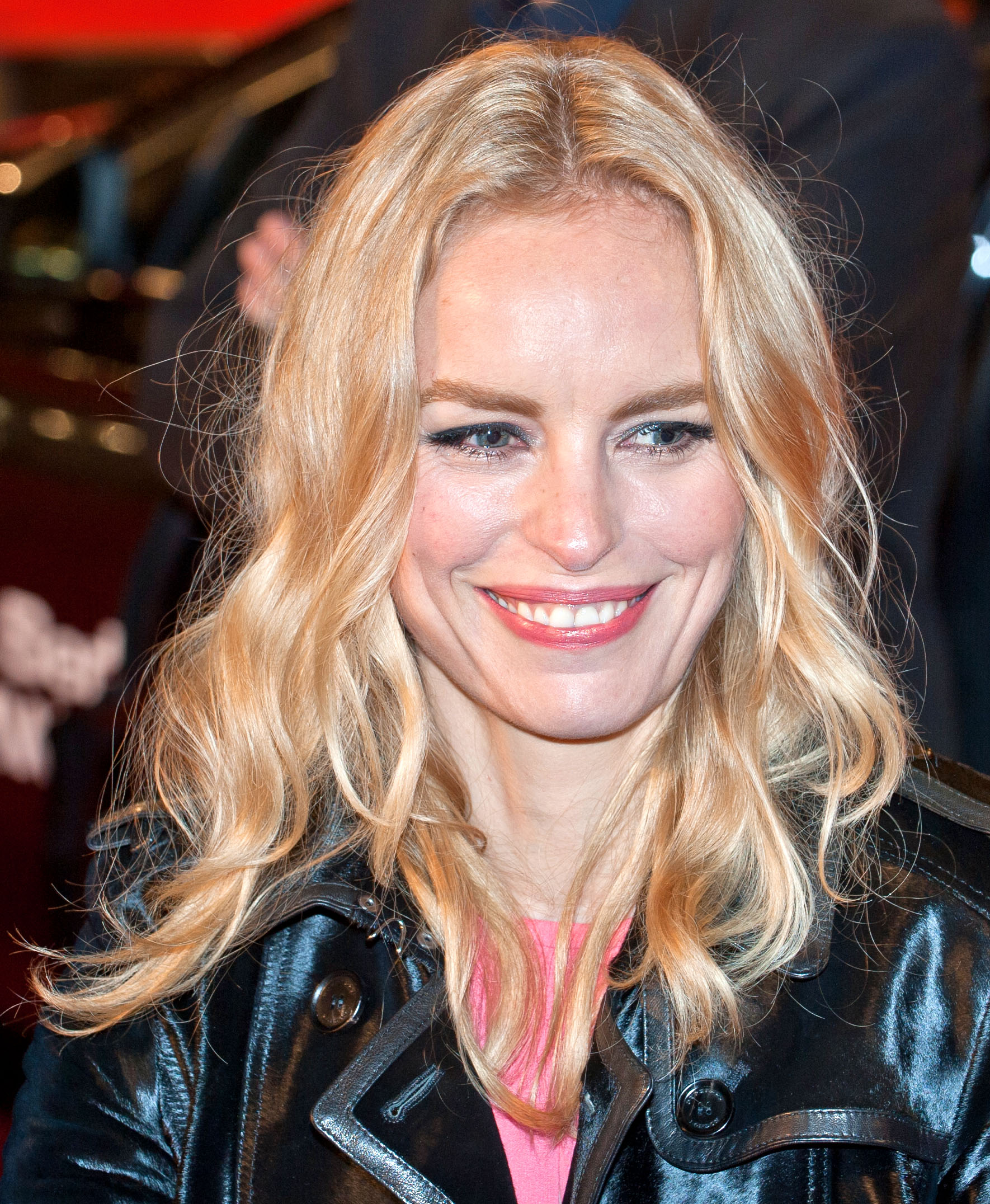
Nina Hoss
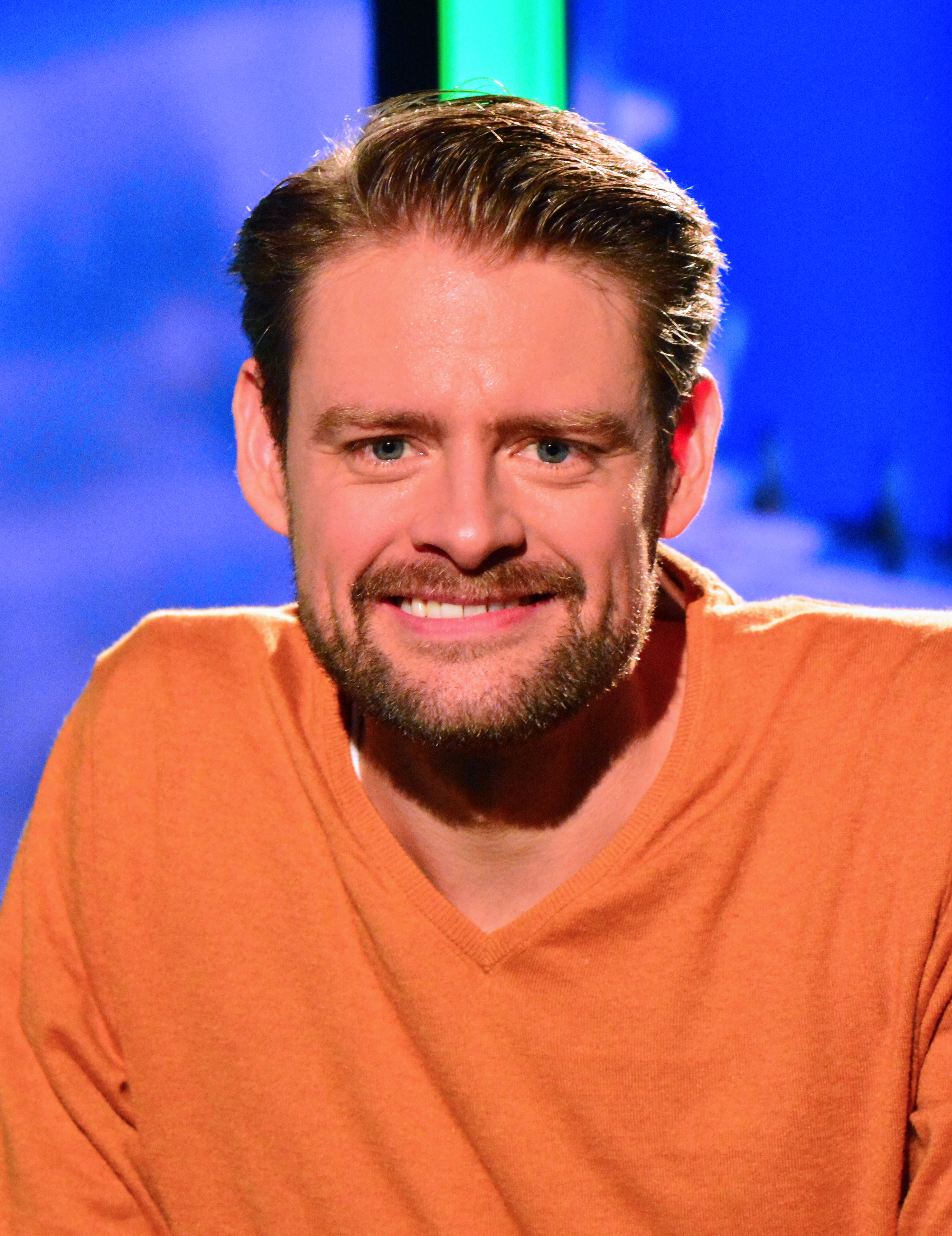
Max Giermann
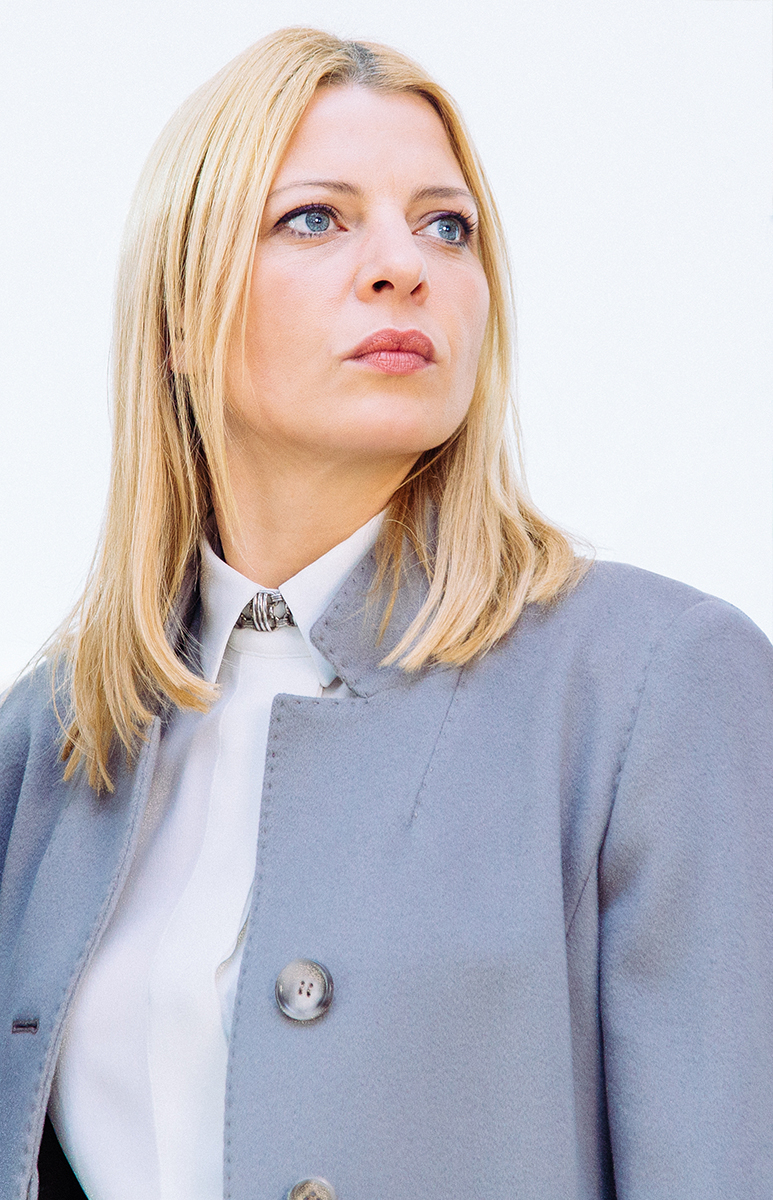
Jördis Triebel
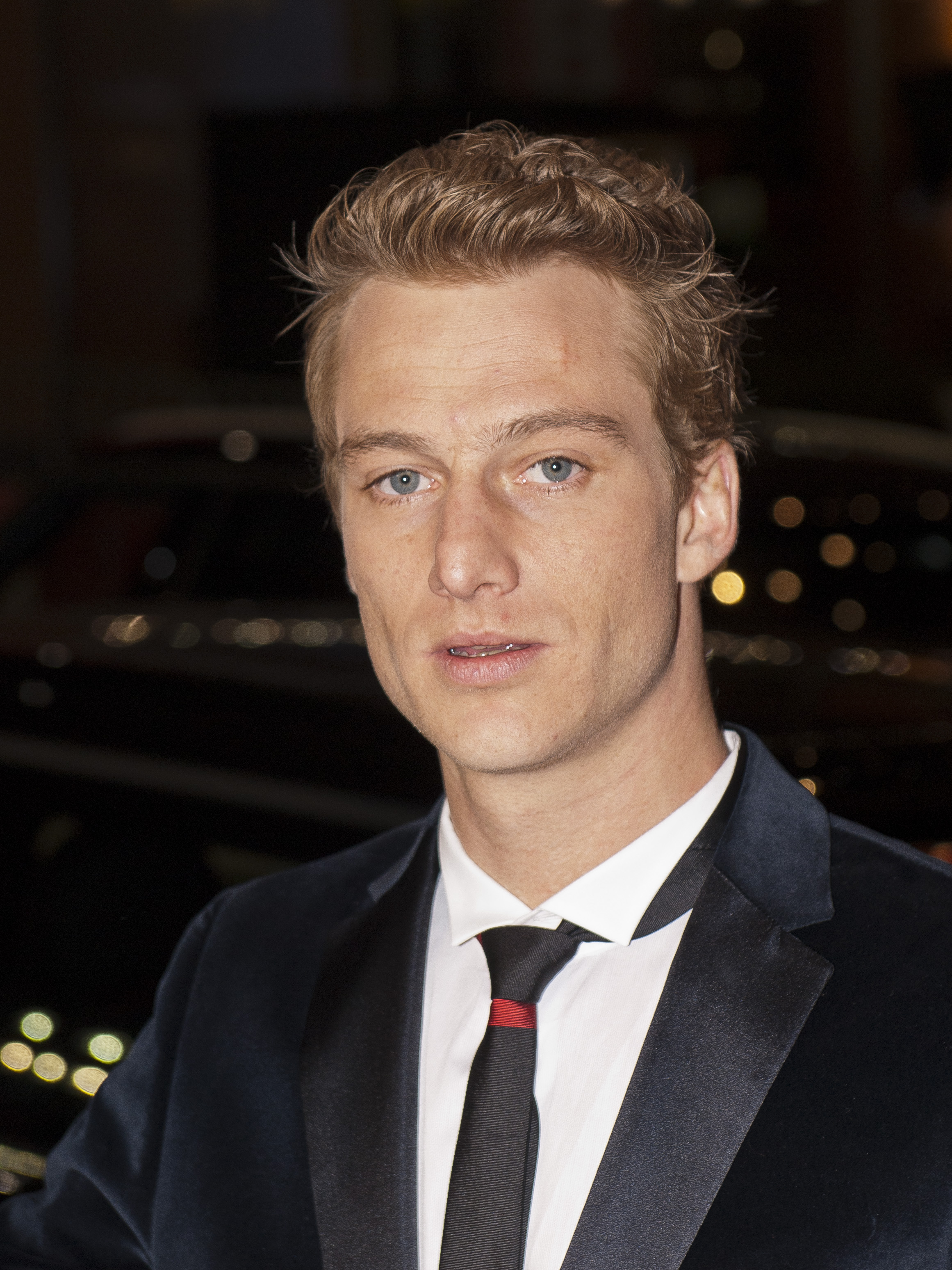
Alexander Fehling

Reinhardt-Schüler bis 1933
- Gerhard Bienert
- Alfred Braun
- Gisela von Collande
- Paul Dahlke
- Ilse Davidsohn
- Friedrich Domin
- Berta Drews
- Carl Ebert
- Karin Evans
- Willy Fritsch
- Paul Graetz
- Alexander Granach
- O. E. Hasse
- Werner Hinz
- Helmuth Hinzelmann
- Marianne Hoppe
- August Momber
- Gerda Müller
- Renate Müller
- Eberhard Müller-Elmau
- Lothar Müthel
- Friedrich Wilhelm Murnau
- Alice Treff
- Otto Wallburg
- Herwig Walter
- Adolf Wohlbrück

Absolventen zwischen 1933 und 1950
- Kriemhild Falke
- Wilhelm Koch-Hooge
- Herbert Köfer
- Hans-Joachim Kulenkampff
- Gerhard Meyer
- Irma Münch
- Maria Rouvel
- Olaf Torsten

Absolventen seit 1951
- Doris Abeßer
- Marijam Agischewa
- Hildegard Alex
- Boris Aljinovic
- Ursula Am Ende
- Prodromos Antoniadis
- Sólveig Arnarsdóttir
- Hendrik Arnst
- Christina Athenstädt
- Peter Aust
- Bernhard Baier
- Jasna Fritzi Bauer
- Constanze Becker
- Christian Beermann
- Ilse Bendin
- Beatrice Bergner
- Uwe Dag Berlin
- Pierre Besson
- Hermann Beyer
- Robert Beyer
- Maxi Biewer
- Antonia Bill
- Gerd Blahuschek
- Christian Bleyhoeffer
- Ludwig Blochberger
- Lutz Blochberger
- Kirsten Block
- Renate Blume
- Jens-Uwe Bogadtke
- Iris Böhm
- Marita Böhme
- Eugene Boateng
- Eckhardt Bogda
- Arianne Borbach
- Claudia Bosse
- Winnie Böwe
- Norbert Braun
- Margarita Breitkreiz
- Matthias Brenner
- Elke Brosch
- Angela Brunner
- Hellena Büttner
- Marie Burchard
- Dietmar Burkhard
- Fatih Çevikkollu
- Carl Heinz Choynski
- Victor Deiß
- August Diehl
- Manfred Dietrich
- Ralf Dittrich
- Petra Dobbertin
- Manja Doering
- Ernst Dollwetzel
- Peter Dommisch
- Piet Drescher
- Kaspar Eichel
- Hilmar Eichhorn
- Lars Eidinger
- Rainer Eigendorff
- Mala Emde
- Judith Engel
- Esther Esche
- Alexander Fehling
- Sina Fiedler
- Alexandra Finder
- Juliane Fisch
- Catherine Flemming
- Marie Anne Fliegel
- Roland Florstedt
- Matthias Freihof
- Julia Friede
- Gunter Friedrich
- Simone Frost
- Dorit Gäbler
- Susanne Gärtner
- Robert Gallinowski
- Claudia Geisler-Bading
- Michael Gerber
- Max Giermann
- Dirk Glodde
- Rainer Gohde
- Jürgen Gosch
- Peter Mario Grau
- Christian Grashof
- Rainald Grebe
- Karin Gregorek
- Jenny Gröllmann
- Wolfgang Grossmann
- Sylvester Groth
- Marie Gruber
- Jörg Gudzuhn
- Matthias Günther
- Amina Gusner
- Michael Gwisdek
- Gabriele Gysi
- Gerhard Haase-Hindenberg
- Fritzi Haberlandt
- Lisa Hagmeister
- Helga Hahnemann
- Corinna Harfouch
- Petra Hartung
- Franz Hartwig
- Janina Hartwig
- Michael Hatzius
- Leander Haußmann
- Franziska Hayner
- Klaus Hecke
- Gabriele Heinz
- Lucie Heinze
- Reiner Heise
- Roland Hemmo
- Hagen Henning
- Jürgen Hentsch
- Karoline Herfurth
- Michael Heuser
- Cornelia Heyse
- Jürgen Hilbrecht
- Petra Hinze
- Peter Hladik
- Siegfried Höchst
- Alwara Höfels
- Tim Hoffmann
- Nico Holonics
- Max Hopp
- Christine Hoppe
- Oscar Hoppe
- Wolfgang Hosfeld
- Nina Hoss
- Henry Hübchen
- Charly Hübner
- Holger Hübner
- Sandra Hüller
- Hansjürgen Hürrig
- Alexander Iljinskij
- Rebecca Immanuel
- Florian Jahr
- Julia Jentsch
- Felix Kammerer
- Joachim Kaps
- Manfred Karge
- E. L. Karhu
- Lusako Karonga
- Ursula Karusseit
- Anne Kasprik
- Deborah Kaufmann
- Cornelia Kaupert
- Michael Kind
- Michael Kinkel
- Heide Kipp
- Felix Klare
- Klaus-Dieter Klebsch
- Gerit Kling
- Andy Klinger
- Jürgen Kluckert
- Katrin Knappe
- Andreas Knaup
- Maike Knirsch
- Jörg Knochée
- Otfried Knorr
- Valerie Koch
- Uwe Kockisch
- Gundula Köster
- Niklas Kohrt
- Felix Kramer
- Jurij Kramer
- Tilla Kratochwil
- Horst Krause
- Mirco Kreibich
- Malte Kreutzfeldt
- Eugen-Daniel Krößner
- Renate Krößner
- Marina Krogull
- Ulrike Krumbiegel
- Christian Kuchenbuch
- Steffi Kühnert
- Ronald Kukulies
- Anna Barbara Kurek
- Günter Kurze
- Babette Kuschel
- Raiko Küster
- Bernd Michael Lade
- Ole Lagerpusch
- Adele Landauer
- Alexander Lang
- Tobias Langhoff
- Ursina Lardi
- Lena Lauzemis
- Joachim Lätsch
- Sven Lehmann
- Hasso von Lenski
- Karin Lesch
- Jan Josef Liefers
- Svenja Liesau
- Wolf-Dieter Lingk
- Stefan Lisewski
- Christian Löber
- Dirk Löschner
- Maximilian Löser
- Matthias Luckey
- Marlies Ludwig
- Andrea Lüdke
- Susanne Lüning
- Jürgen Mai
- Ulrike Mai
- Klaus Manchen
- Dieter Mann
- Herbert Manz
- Dagmar Manzel
- Michèle Marian
- René Marik
- Annika Martens
- Florian Martens
- Sven Martinek
- Alexandra Martini
- Alexander Marusch
- Frank Matthus
- Thaddäus Meilinger
- Thorsten Merten
- Tino Mewes
- Markus Meyer
- Marlène Meyer-Dunker
- Torsten Michaelis
- Claudia Michelsen
- Peter Miklusz
- Daniel Minetti
- Manfred Möck
- Mareile Moeller
- Anne Moll
- Daniel Morgenroth
- Anna-Katharina Muck
- Friedrich Mücke
- Ulrike Müller
- Ulrich Müller-Hönow
- Detlef Nier
- Joachim Nimtz
- Jochen Nitzel
- Antú Romero Nunes
- Deniz Orta
- Thomas Ostermeier
- Wera Paintner
- Katharina Palm
- Michael Pan
- Christa Pasemann
- Benjamin Pauquet
- Dieter Perlwitz
- Angelika Perdelwitz
- Heidrun Perdelwitz
- Milan Peschel
- Armin Petras
- Franziska Petri
- Deleila Piasko
- Ragna Pitoll
- Karina Plachetka
- Walter Plathe
- Klaus-Peter Pleßow
- Thomas Pötzsch
- Wilfried Pucher
- Torsten Ranft
- Klaus Rätsch
- Ellen Rappus
- Horst Rehberg
- Hans-Peter Reinecke
- Renate Reinecke
- Jorres Risse
- Franziska Ritter
- André Röhner
- Celina Rongen
- André Rößler
- Max Ruhbaum
- Thomas Rühmann
- Wolfgang Rumpf
- Stefan Ruppe
- Stefan Saborowski
- Herbert Sand
- Marten Sand
- Pierre Sanoussi-Bliss
- Arndt-Michael Schade
- Ellen Schaller
- Leonard Scheicher
- Wolfram Scheller
- David Schellenschmidt
- Frank-Otto Schenk
- Christian Schiller
- Jenny Schily
- Cornelia Schmaus
- Gabriela Maria Schmeide
- Ute Schmidt
- Walfriede Schmitt
- Anja Schneider
- Birte Schnöink
- Swetlana Schönfeld
- Sabine Scholze
- Uta Schorn
- Christine Schorn
- Mathis Schrader
- Hartmut Schreier
- Paul Schröder
- Götz Schubert
- Thomas Schuch
- Ursula Schucht
- Maren Schumacher
- Susanne Schwab
- Aenne Schwarz
- Sebastian Schwarz
- Viola Schweizer
- Roland Seidler
- Martin Seifert
- Martina Servatius
- Jörg Seyer
- Maria Simon
- Susanna Simon
- Sigrid Skoetz
- Franz Sodann
- Friedo Solter
- Karsten Speck
- Carl Martin Spengler
- Jan Spitzer
- Ursula Staack
- Myriam Stark
- Thomas Stecher
- Bernd Stegemann
- René Steinke
- Bernd Stichler
- Veit Stiller
- Christian Stövesand
- Antje Straßburger
- Devid Striesow
- Lutz Stückrath
- Sabin Tambrea
- Jörg Teichgraeber
- Karoline Teska
- Nathalie Thiede
- Susann Thiede
- Klaus-Peter Thiele
- Thomas Thieme
- Simone Thomalla
- Enno Trebs
- Jördis Triebel
- Valery Tscheplanowa
- Elena Uhlig
- Dirk Wäger
- Matthias Walter
- Axel Wandtke
- Mark Waschke
- Heidi Weigelt
- Horst Weinheimer
- Lina Wendel
- Heidemarie Wenzel
- Axel Werner
- Ursula Werner
- Ingeborg Westphal
- Matthias Wien
- Alexander Wikarski
- Ronald Zehrfeld
- Peter Zimmermann
- Marc Zwinz

Zu den Schauspielern, die ihre Ausbildung an der Hochschule begonnen, aber abgebrochen haben, gehören Manfred Krug, Anja Kling, Matthias Schweighöfer und Aylin Tezel.

## Film
- Die Spielwütigen. Dokumentation, Deutschland, 2004, 104 Min., Buch und Regie: Andres Veiel, Produktion: Journal Film. Porträt von vier Schülern der Schauspielhochschule Ernst Busch.
- Bitte nach Mitte.[17] Dokumentation, 2019, 62 Min., Regie und Produktion: Anne Osterloh. Der Film berichtet über den Umzug der Schule nach Mitte, Absolventen berichten, was sich an der Hochschule geändert hat.